# 孫代音
孙代音（韓語：손대음），高句丽末期武将，白岩城城主，在唐与高句丽的战争中向唐朝投降。
645年（高句丽宝藏王四年、唐太宗贞观十九年），唐朝进攻高句丽，相继攻克盖牟城（今辽宁省抚顺市新抚区劳动公园古城）、辽东城（今辽宁省辽阳市）后，进军白岩城（今灯塔市西大窑镇燕州城）。白岩城城主孙代音派使者向唐军请降，唐使认为孙代音在请降后又反悔撤回，唐太宗因此大怒。当时高句丽为救援辽东城后再度救援白岩城，紧急调遣乌骨城（今凤城市东南）的一万高句丽军前往。高句丽援军抵达白岩城后，恰好截击了正准备攻城的唐军铁勒族将领契苾何力的先锋骑兵。激战中，契苾何力被高句丽将领高突勃刺伤侧腰，唐军骑兵被迫撤退，高句丽援军随即入城与守军会合。五月二十八日，唐太宗亲率大军抵达白岩城。李世勣进攻城西南，李世民坐镇城西北。唐军发起总攻时，右武卫大将军李思摩率部推进至城下，被高句丽军弓箭射击而重伤。白岩城依托险峻山势而建，唐军以投石车攻城，却久攻不下。孙代音再次秘密请降，称“我愿归降，但城中有不服从者”，并约定以抛洒刀斧为信号。李世民将唐旗交给使者，嘱咐：“若真心投降，就将此旗插在城头。”当孙代音竖起唐旗，城内军民误以为唐军已破城，纷纷随其投降。六月初一日，白岩城被唐军占领。李世勣收降城内男女一万余人，在水边设帐受降，随后分发粮食，给八十岁以上老人赏赐丝绸。原驻守其他城池而退守白岩城的士兵，均被安抚后发放衣粮，任其返乡。此前辽东城长史被部下杀害，其家眷逃至白岩城，李世民因其忠义赏赐五匹丝绸，并将长史的功勋记录送往平壤。唐朝将白岩城改置为岩州，任命孙代音为刺史。孙代音此后事迹不详。从唐军撤退时，迁徙辽、盖、岩三州户口，孙代音或许随唐太宗回到唐朝内地。